# Балашов, Роман Владимирович
Роман Владимирович Балашов (род. 9 февраля 1977, Москва) — российский ватерполист, заслуженный мастер спорта России, подвижный нападающий.
Серебряный призёр Олимпиады в Сиднее 2000 г., бронзовый призёр Чемпионата Мира 2001 г. в Фокуоке, победитель Мировой Лиги и Кубка Мира 2002 г., бронзовый призёр Олимпиады в Греции 2004 г. В составе команды «Спартак» стал — Чемпион России 2010 г. Обладатель Кубка России 2007, 2009 г., Серебряный призёр Чемпионата России 2005, 2009 г.
Награждён медалью ордена «За заслуги перед Отечеством» II степени (2005); «Орден Дружбы» (2001).
В сборной команде России с 1997 года.
Выступает за команду «Спартак» (Волгоград) с 2005 года.
С сентября 2020г тренерует команду "Юность Москвы-2" 2009 г.р.
С сентября 2022г тренерует команды "Юность Москвы" 2008 г.р. и 2010 г.р.